# Ginson Cangá
Ginson Cangá (Esmeraldas, Ecuador, 25 de septiembre de 1993) es un futbolista ecuatoriano juega de delantero en el Club Deportivo El Nacional de la Serie B de Ecuador.

## Clubes
| Club               | País    | Año       |
| ------------------ | ------- | --------- |
| Juventud Minera    | Ecuador | 2010-2013 |
| Deportivo Quinindé | Ecuador | 2014      |
| Linhares F.C.      | Brasil  | 2015      |
| Colón Fútbol Club  | Ecuador | 2015      |
| El Nacional        | Ecuador | 2016      |
| Colón Fútbol Club  | Ecuador | 2016-     |